# Pascuala Calonge Díez
Pascuala Calonge Díez (1816-1846), natural de Tardajos, actual Tardajos de Duero en Soria, fue apodada como la Reina de Tardajos por su impresionante belleza. Pascuala Calonge es recordada en la actualidad por protagonizar la leyenda de La Reina de Tardajos, una historia que se centra en el amor trágico que vivió con su amante José Díez y por la cual fue sentenciada a garrote vil por parricidio. Esta leyenda fue escrita por Lorenzo Carrasco y Prim, pseudónimo del sacerdote Segismundo Pey Ordeix.

## Biografía
Pascuala nació en Tarjados de Duero el día 6 de mayo de 1816 y fue bautizada el 12 de mayo del mismo año. Sus padres fueron Andrés Calonge, nacido en Nomparedes, y Antonia Manuela Díez, natural de Tardajos de Duero. Sus abuelos fueron Manuel Calonge y Cayetana Soto, por parte paterna, y Matías Díez y María Escalada, por parte materna.
Pascuala era la hija pequeña de diez hermanos.Cuando Pascuala cumplió los veinte años, fue casada con Valentín Lacarta Gómara,un labrador viudo de buena casa seis años mayor que ella, al que Pascuala había rechazado tiempo atrás. En los años que duró su matrimonio con Valentín Lacarta (1836-1845), Pascuala dio a luz a tres niños y a dos niñas (entre 1837 y 1844).Sin embargo, cuando se enfrentó al patíbulo, solo vivían su hija Manuela Lacarta Calonge, de siete años, y su hijo Toribio Lacarta Calonge, de dos años.

## Relación con José Díez Moreno
Pascuala mantuvo una relación sentimental con José Díez Moreno mientras estaba casada con Valentín Lacarta, aunque se cree que ambos se conocieron en la infancia. José era un joven soltero que entró a servir como criado en la casa. Nació en Ribarroya, un pueblo de Soria muy próximo a Tardajos de Duero, el día 3 de mayo de 1816. Fue bautizado en su pueblo el 5 de mayo. Sus padres fueron Francisco Díez, de Ledesma, y Faustina Moreno, de Ribarroya.

## El crimen
En la noche del 3 al 4 de enero del año 1845, en Tardajos de Duero, Pascuala Calonge Díez asesinó a su marido, Valentín Lacarta Gómara, con un cuchillo. La mujer contó con la ayuda de José Díez Moreno, criado de la casa y amante, y con la complicidad de otra criada, Juana Yubero.

## La sentencia
Aunque los autores materiales del crimen, Pascuala y José, intentaron vincular el asesinato a un robo, fueron juzgados y sentenciados a garrote vil. A la criada, Juana, se le condenó a seis años de reclusión en una cárcel de mujeres o galera. La sentencia fue dictada por la Audiencia de Burgos.

## La ejecución
La ejecución de los amantes fue pública y tuvo lugar en Soria, en el llamado Campo de la Concepción, el día 18 de abril de 1846.Pascuala fue la primera en subir al patíbulo. Se dice que «ambos (Pascuala y José) lloraron tarde su pecado para la sociedad, pero no para Dios: su arrepentimiento fue tan sincero que el confesor de Pascuala, don Julián Celorrio, llegó a decir que había muerto como una santa». El mismo día de la ejecución, la Cofradía de la Piedad, responsable de asistir a los reos y darles sepultura eclesiástica, llevó los cuerpos de los amantes al pórtico de la ermita de Nuestra Señora de la Soledad, en la parte baja de la antigua Dehesa de San Andrés, donde se hallan enterrados.

## Repercusión: Pliegos de cordel
La historia de Pascuala Calonge se difundió rápidamente en distintos periódicos nacionales, pero también se convirtió en noticia a través de la literatura de cordel. La imprenta barcelonesa de Estivill publicó en 1852 una breve relación anónima en verso titulada Pascuala la criminal. Nueva y variada relación, cruel y lastimoso romance, en el que se declara el asesinato que ha ejecutado una muger (sic) llamada Pascuala Calonge, y su criado José Díez Moreno, quitando la vida a el marido de esta, Valentín Lacarta, estando durmiendo, la noche del 3 de enero de 1845; y cómo el 18 de abril de este fueron muertos en garrote vil en la plaza del Mercado de la ciudad de Soria: con lo demás que verá el curioso lector. En este pliego se describe a Pascuala como una mujer bella, vanidosa, ambiciosa y perversa. En cambio, Valentín es descrito como trabajador, honrado, bondadoso e inocente. Por su parte, en el taller barcelonés de Cristóbal Miró se imprimió el mismo texto notablemente ampliado, con nombre de autor y con una errata en el año del crimen  (1849, en lugar de 1845), lo que presumiblemente deja ver la intención de hacer pasar la noticia por actual para vender más ejemplares.
Los dos romances han sido descritos tipobibliográficamente y editados a texto completo por Gonzalo García (2022).

## Historia, prensa y literatura de un crimen: el caso de la Reina de Tardajos
Rosario Consuelo Gonzalo García recogió esta información en su trabajo Historia, prensa y literatura de un crimen pasional: el caso de la Reina de Tardajos (Soria, 1816-1846).Esta valiosa información fue reconstruida tras consultar múltiples archivos eclesiásticos, periódicos nacionales y diversas fuentes de interés.